# 非金属性地雷

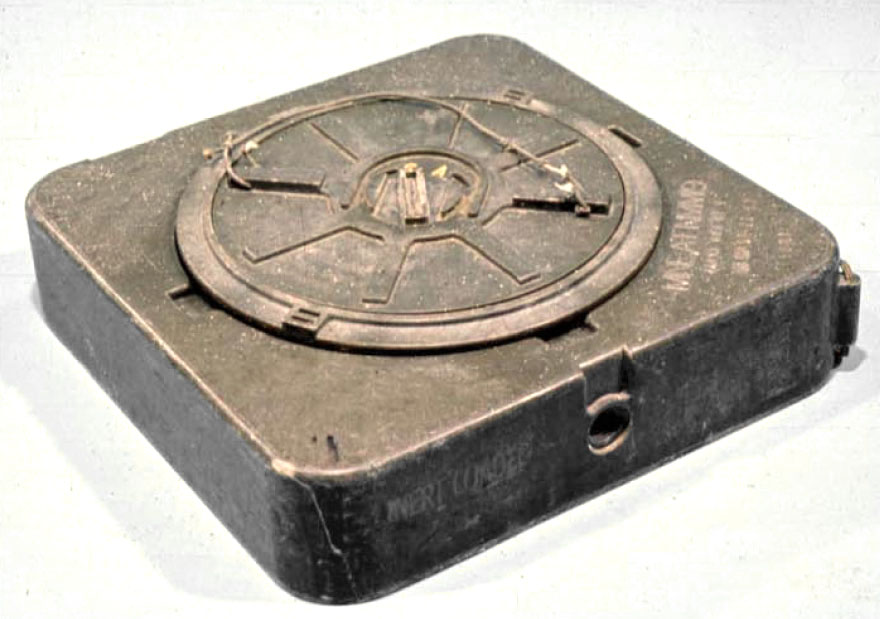
不活性状態のM19対戦車地雷。この地雷の重量12.56kg (27.7ポンド)のうち、金属は2.86gである。

非金属性地雷（ひきんぞくせいじらい）とは、その構造に金属を極力含まないように設計された地雷である。典型的には、金属製部品は爆発を引き起こす信管機構の内部にしかない。
非金属性の地雷には、対戦車地雷と対人地雷の双方が存在する。金属をほとんど全く含まない、たとえば1g未満の金属しか含まない地雷も存在する。非金属化は炸薬をプラスチック、木、ガラスの筐体に収納し、スプリングや撃針、シヤーピンのような金属以外で代替困難な、数個の部品に信管に含まれる小さい金属性部品を局限化することによって達成される。
非金属性地雷は在来型金属性地雷探知機を用いて探知することは極めて困難であり、普通ロボット化多周期センシング装置（robotic Multi Period Sensing (MPS) )のような現代的技術が探知には求められるが、それでもなお非金属性地雷の探知は非常に困難である。これらの技術は一般に資金力ある国際的地雷処理団体や、主要国の軍隊に限られ、その結果非金属性地雷をより有害なものにしている。

## 非金属性地雷の例

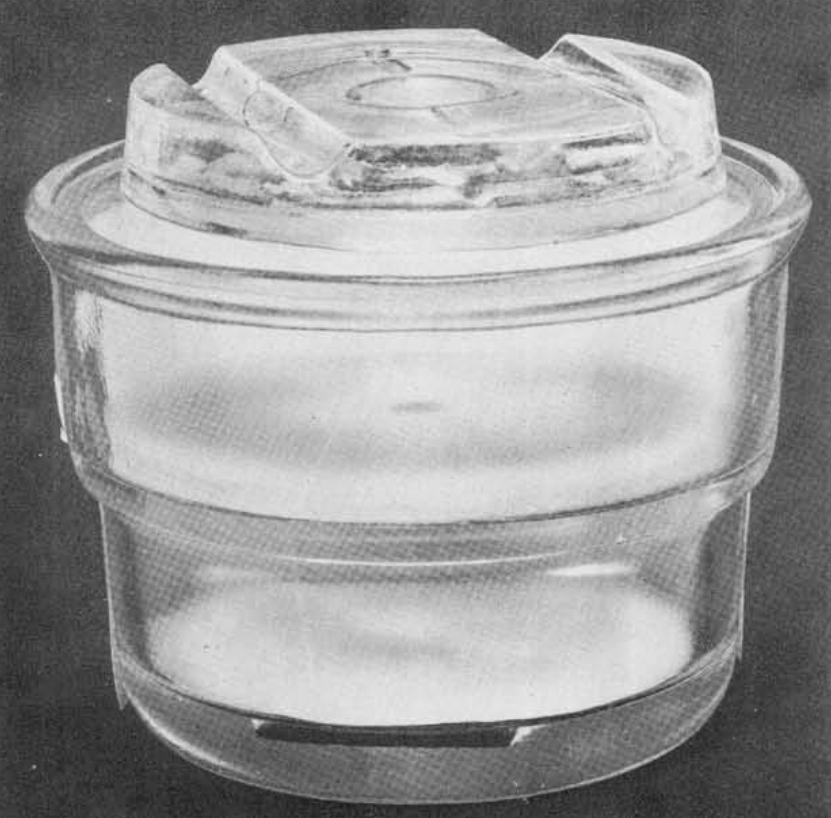
グラスミーネ43、第二次大戦のガラス製対人地雷である。アメリカ合衆国陸軍武器科、敵性武器一覧、1945年。

初期の例には、第二次世界大戦で使われたドイツ第三帝国のシュッツェンミーネ（シューミーネ）42、グラスミーネ43、トプフミーネ、日本の三式地雷を含む。これらの設計は、1940年代の金属探知機では探知が困難または不可能であった。
非金属性地雷は長年にわたって、様々な地雷が多くの国で生産された。比較的近代的なものとして、M19対戦車地雷（アメリカ合衆国、金属3g未満）、TMA-3（セルビア、金属なし）、PRB M-409対人地雷（ベルギー、金属1g未満）、そしてPMA-2やPMA-3(セルビア、非磁性金属約1g)、VS-50（イタリア）があげられる。
1970年代から1993年（国家レベルの地雷製造を禁止するオタワ条約の4年前）まで、イタリアは非磁性地雷の生産において世界でも頂点にいた。イタリアの3つの地雷製造者が1980年代初頭までの非金属性地雷を生産していた。
Valsella MeccanotecnicaSpAはVS-50とVS-Mk2を生産した。Misar SpAはSB-81とSB-33を生産した。Tecnovar Italiana SpAはTS-50、TC/3.6とTC/6地雷を生産した。

## 非金属地雷
まれではあるが、何種類かの地雷（対人、対戦車双方が含まれる）は金属を一切含まない。そのような地雷は金属を一切含まないため、金属探知機で発見することはできない。
典型的な非金属地雷は、プラスチックの筐体と、摩擦に鋭敏な火工学的液体とガラス粉の混合物が入ったガラスかプラスチックの小瓶からなる信管を含む。圧力板にかかる下向きの力が、プラスチック製シヤーピンの破断応力を超えると、非磁性撃針が動くようになる。撃針が可塑性プラスチックのフォーシングコーンによって押し下げられ、そして撃針がある時点で反対側へ非常に早い速度で解放される。集中された圧力がそのように直接にガラスの小瓶に伝達され、それを破壊する。
あるいは、シヤーピンが壊れると、信管の圧力が下向きにはじくよう設置されたプラスチック製皿バネに伝達され、非磁性（結晶化ガラスの時もある）の先細りの針をつき、摩擦に鋭敏な火工学的混合物を覆う薄いプラスチックの膜を破る。
どちらの方法にせよ、この動作によって起きる発火が雷管を起動し、隣接する補助炸薬を作動させ、それが主炸薬を爆発させる。